# Silene arabica
Silene arabica är en nejlikväxtart som beskrevs av Pierre Edmond Boissier. Silene arabica ingår i släktet glimmar, och familjen nejlikväxter. Inga underarter finns listade i Catalogue of Life.